# Frederik Helveg
Hans Frederik (ursprungligen Friedrich) Helveg, född 10 september 1816 i Bordesholm, Holstein, död 20 november 1901 i Købelev på Lolland, var en dansk präst och teolog; bror till Ludvig Nicolaus Helweg.
Helveg ställde sig, trots sin tyska börd och bildning, säkerligen i religiöst hänseende vunnen av Nikolaj Frederik Severin Grundtvig, på Danmarks sida i slesvig-holsteinska striden och blev 1846 föreståndare för Røddings folkhögskola i Rødding. Åren 1848–49 var han fältpräst i danska hären, blev 1850 präst i Haderslev, varifrån han fördrevs 1864, och 1867 präst i Købelev samt 1886 även domprost i Lolland-Falsters stift. 
Helveg författade bland annat spirituella, men dunkla religionsfilosofiska arbeten, Spaadommene eller Gud i Historien (tre band, 1855–62), Parabel og Offer eller Natursymbolik (1856), Frimenighed og Apostelskole (1878–82) samt Livstanke og Livsgjerning (1892). Han var en viktig medarbetare vid Christian Andreas Hermann Kalkars bibelöversättning (1847).

## Utmärkelser
- Dannebrogsmännens hederstecken,  15 augusti 1891[4]
- Kommendör av Dannebrogorden,  18 april 1899[4]

[Redigera Wikidata]